# 苏里南-中国友好协会
苏里南-中国友好协会是一个国际友好协会。

## 历史
成立于1974年，由苏里南共产党发起。当时苏里南尚未独立，和中国并没有外交关系，协会仅为苏里南共产党为了庆祝中华人民共和国成立25周年成立的促进两国人民交往的组织。该组织每年都会举办有关的联谊活动，其第一任主席是魏亚麦。1998年该协会代表团曾到访中国，现任主席为伦纳德·约翰斯。